# 1723-as budai tűzvész
Az 1723-as budai tűzvész a Buda egyik legnagyobb katasztrófája volt a 18. században. A máig tisztázatlan okokból keletkezett tűzben – melyet csak több  nap múltán sikerült megfékezni – az akkori város házainak túlnyomó része károsodott vagy éppen megsemmisült, a halálos áldozatok száma 12 fő, az eltűnteké 10 fő, a súlyos sérülteké 32 fő volt.

## Előzmények
Buda a 16-17. században, Magyarország oszmán hódoltságának idején csaknem másfél évszázadon keresztül volt török utalom alatt. 1686-ban az egyesült keresztény hadaknak végül sikerült visszavenniük a várost, de a nehéz ostrom hatalmas pusztítással járt együtt. Az addigi török lakosság elmenekült, a helyükre pedig csak lassanként költöztek be jobbára német nyelvű lakosok, akik aztán neki is láttak a polgárvárosi városrész újjáépítésének, az egykori királyi palota helye és a várfal mentén jó néhány egyéb objektum katonai ellenőrzés alatt maradt, ezeken a helyszíneken nagy mennyiségű hadianyagot is tároltak.

## A tűz
A tűz 1723. március 28-án, délután negyed 5 körül tört ki. Aznap húsvétvasárnap volt, emiatt a lakosok jelentős része nem tartózkodott odahaza, hanem a feltámadásnapi körmeneten vett részt; visszatérőben látták meg a Bécsi kapu környékén már tomboló lángokat. Az északnyugat felől fújó szél segítségével a tűz tovább terjedt a város délebbi részei felé, mígnem fél öt körül elérte a Fehérvári rondellát – ahol 400 mázsa puskaport tároltak –, és ekkor akkora robbanás következett be, amelyben az építmény nagy része is leomlott.
A korabeli Wienerisches Diarium című lap így írta le a tűzvészt (a magyar fordítás Géra Eleonóra Az Apokalipszis lovasai Budán (1710-1723) című tanulmányából származik):
```
5 órakor volt a legnagyobb kétségbeesés, nem hallatszott más, mint recsegés-ropogás és kiáltozás, mintha az utolsó ítélet következett volna el. Fokozta ezt, hogy a Fehérvári bástyánál levő lőportorony 400 mázsa lőporral a levegőbe repült, a törmelék mindent elborított a környéken, szörnyű detonáció volt és a torony helyén olyan rés támadt, amelyen kényelmesen lehetett ki-be járni. Az egész Vár, Rác- és Víziváros, sőt Pest úgy megrázkódott, hogy a kályhák, ajtók, ablakok és pincék a legtöbb helyen bedőltek.
```

A tűz és a robbanás együttes hatása pusztító volt: tönkrement a Nagyboldogasszony-templom tetőszerkezete és az oltára, a Várban, de még a Vízivárosban is rengeteg ablak betört. A robbanás lökéshullámai több helyen házfalakat döntöttek le, sőt leomlott a várfal egy szakasza is.
Az oltási munkálatokba a budai polgárok mellett rövid időn belül katonák és a pesti oldalról érkezett ácsok is bekapcsolódtak, csekély sikerrel, mivel a város két óra alatt gyakorlatilag leégett, s a tűz utána még napokig dühöngött. A katasztrófában tíz ember eltűnt, két katona és tíz civil személy az oltási munkák vagy a mentés közben szenvedett halálos sebesüléseket; a korabeli híradások szerint rajtuk kívül 32 ember sérült meg súlyosabban.

## Lehetséges okok
A tűzvész keletkezése kapcsán három fő elmélet született a lehetséges okokat illetően.
- Sokan vélték úgy, hogy a tűz okozója egy villám volt, amely épp a lőport tároló rondellába csapott bele. Ellene szól ennek a teóriának, hogy (a már idézett tanulmány szerint) a lángokat már a robbanás előtt észlelték, ráadásul a Vár más részein, vagyis inkább a tűz okozhatta a robbanást, és nem fordítva.
- Mivel abban az időben még szinte mindenhez – fűtéshez, főzéshez, világításhoz – nyílt lángot használtak, az épületek nagy része pedig tele volt éghető anyagokkal, igen kézenfekvő eshetőség, hogy a tüzet egyszerű figyelmetlenség idézte elő. Ezt a vélelmet erősíti az is, hogy egyes szemtanúk elmondása szerint a lángok a Buben Gasséban (a mai Kard utcában), Silvester Edl kádár műhelyénél szabadultak el.
- Már a kortársak körében felmerült egy harmadik variáció, az előre megtervezett szabotázs lehetősége is. A törököknek a Kárpát-medencéből való kiűzését célzó háborúk alig néhány évvel korábban zárultak le, s a felek közti viszony még jó ideig barátságtalan maradt. Ezért is lehet hihető az a teória, mely szerint a tűzvészt szándékos gyújtogatás okozhatta.

Pár héttel a tűzvészt követően ugyanis Bács vármegye egy kihallgatási jegyzőkönyvet küldött át Buda városának, egy korábbi budai illetőségű személy elfogását kérve. A jegyzőkönyv szerint a vármegyében tetten érték és kihallgatták egy állítólag magyar városokban elkövetendő gyújtogatásokra létrehozott csoport egyik tagját. A férfi az elfogása után azt vallotta, hogy csoportot egy Musztafa nevű török vezeti – aki a budai tűzvész idején valóban Budán tartózkodott – és egy Ahmet aga nevű budai török kereskedő pénzeli (utóbbi elfogását kérte Budától a vármegye). Az ügyet ennél jobban nem lehetett tisztázni, mert az ismert adatok alapján sem Musztafa, sem Ahmet nem került kézre.

## A károk felszámolása
A károk felmérését célzó első hivatalos bejárásra több mint két héttel a tűz után, április 12-én került sor. Ennek megállapításai szerint a felmért 264 házból 148 teljesen elpusztult, 21-nek „csak” a tetőzete semmisült meg, míg 3 ház félig égett le és az ingóságokban is hatalmas kár keletkezett. A legnagyobb veszteség talán Franz Joseph Seyller patikust érhette, mivel gyógyszerkészlete is elégett, így az ő kárát 6000 forintra becsülték, miközben egy budai ház értéke csak pár száz forint volt. A házak közül mindösszesen 72 épület maradt többé-kevésbé sértetlen.
Az újjáépítésért kiterjedt közadakozás indult szerte az egész Habsburg-birodalomban, az uralkodó, III. Károly különböző kedvezmények igénybe vételét is lehetővé tette – elengedte például az építkezéshez szükséges anyagoknál a harmincadvámot. A király arra is felszólította a budaiakat, hogy lehetőleg követ használjanak épületfa helyett, és a házakat ne zsindellyel, hanem cseréppel fedjék, de erre akkoriban még keveseknek volt pénzük. 